# Gregory Bateson
Gregory Bateson (Grantchester, Reino Unido, 9 de mayo de 1904-San Francisco, Estados Unidos, 4 de julio de 1980) fue un biólogo, antropólogo, científico social, lingüista y cibernético británico cuyo trabajo se intersecta con muchos otros campos intelectuales.
Algunos de sus escritos más notables son encontrados en sus libros Pasos hacia una ecología de la mente (1972), Espíritu y naturaleza (1979) y El temor de los ángeles: epistemología de lo sagrado (1987), publicado póstumamente y coescrito con su hija Mary Catherine Bateson.

## Biografía
Hijo del distinguido genetista William Bateson. 
Entre 1917 y 1921, estudió Zoología en la Charterhouse School de Londres y, posteriormente, Biología en el St. John's College de Cambridge; paralelamente realizó sus primeros trabajos de campo en Nueva Guinea, que prosiguió más tarde en Bali, con su, en ese entonces, esposa Margaret Mead, con quien publicó "Carácter balinense. Un análisis fotográfico" en 1942, un libro en el que se enfatiza el valor del soporte "físico" (fotografías, grabaciones, etc.) como instrumento para el quehacer analítico del investigador.
En 1939 se trasladó a Estados Unidos, donde continuó viviendo el resto de su vida. En 1956 se hizo ciudadano estadounidense.
En 1942, participó en la conferencia "Inhibición Cerebral" que auspició la fundación Macy sobre cibernética. Esta reunión es el antecedente directo de las llamadas conferencias de Macy que se inician en 1946 y se programarían primero semestralmente y luego anualmente hasta 1953, cuando se terminó su ciclo luego de 10 reuniones. En ellas se contó con la presencia de los abanderados de la innovación del pensamiento científico en los Estados Unidos, Warren McCulloch, Norbert Wiener, John von Neumann, entre otros. En 1949, trabajó en la Langley-Porter Clinic de San Francisco como investigador en psiquiatría y comunicaciones. En 1951 publicó junto con Jurgen Ruesch, quien estudiaba los fenómenos de retroalimentación, el libro "Comunicación: la matriz social de la psiquiatría". Posteriormente, como profesor de antropología en la Universidad de Stanford, profundizó en los procesos de la comunicación animal interespecies, por medio de experiencias y estudios con pulpos, delfines, moluscos, entre otros, que le permitieron elaborar nuevas teorías acerca del aprendizaje . Bateson nunca formó oficialmente parte del Mental Research Institute de Palo Alto, sin embargo tuvo desde su inicio en 1959 una relación cercana, manteniendo el contacto de modo paralelo entre su equipo de investigación y el equipo del MRI. Esto explica como Jackson y sus asociados aplicaron los conceptos batesonianos a la investigación interaccional en temas como el alcoholismo y esquizofrenia, dándole un nuevo enfoque al tratamiento de tales problemas. En 1964 se mudó a Hawái, donde fue nombrado jefe del departamento de biología del Oceanic Institute de Waimanalo. Entre 1972 y 1978 fue profesor de antropología y etnografía en la Universidad de California. Sus dos últimos años de vida transcurrieron en el Esalen Institute de California. 
Gregory Bateson es conocido por el desarrollo de la teoría del doble vínculo de la esquizofrenia, junto con uno de los líderes en teoría de la comunicación, Paul Watzlawick, su colega del Mental Research Institute de Palo Alto, y por ser el esposo de la prestigiosa antropóloga Margaret Mead. En los círculos académicos él es, algo así, como una figura de culto cuyo atractivo incluye su oscuridad, excentricidad y diversidad de logros. Sin embargo, el creciente interés en el holismo, los sistemas y la cibernética ha impulsado naturalmente a educadores y estudiantes a publicar el trabajo de Bateson.
Como él mismo admite, Bateson es enormemente incomprendido y la inconvencionalidad de su estilo puede llegar a ser chocante para algunos. Bateson no tenía mucho respeto por los estándares académico-científicos de escritura contemporáneos, sus trabajos tenían frecuentemente la forma de un ensayo más que de una disertación científica, utilizaba muchas metáforas y la elección de las fuentes tendía a ser inusual (v.g. citando a antiguos poetas e ignorando las fuentes científicas recientes). Al mismo tiempo, escribía en un nivel muy abstracto. De cualquier manera, muchos académicos consideran que sus trabajos contienen un gran aporte de pensamiento original al que vale la pena acercarse, aunque necesite de una lectura cuidadosa. 
Él ha sido una inspiración muy importante en el campo de la terapia familiar y la programación neurolingüística, habiéndoles servido como mentor a Richard Bandler y John Grinder y relacionado con el hipnotista médico Milton Erickson. 
Uno de los lazos que conecta el trabajo de Bateson es el interés en la teoría de sistemas y la cibernética. Bateson ha abordado los centros de estos campos sobre su relación con la epistemología y este interés central provee las tendencias ocultas de su pensamiento. Su sociedad con el editor y autor Steward Brand fue parte de un proceso por medio del cual la influencia de Bateson se extendió — desde los años 70s hasta los últimos años de Bateson, una creciente audiencia de estudiantes universitarios y gente educada, en muchos campos, llegó no solo a conocer su nombre sino también a tener contacto (en diferentes grados) con su pensamiento. 
Bateson fue miembro de la Lindisfarne Association de William Irwin Thompson.

## Pensamiento
A Gregory Bateson no le gustaba la rigidez con que se manejaban los círculos intelectuales de su época, por lo que intentó predicar una epistemología evolutiva e interdisciplinaria. De la mano de sociólogos, lingüistas, psicólogos, psiquiatras, biólogos... se dedicó a realizar investigaciones acerca de la comunicación. En su momento llegó a tener una gran influencia en el pensamiento estadounidense, aunque nunca tuvo un claro reconocimiento por parte los círculos académicos de dicho país.
Para Bateson, la mente, el espíritu, el pensamiento, la comunicación, se conjugan con la dimensión externa del cuerpo para construir la realidad individual de cada sujeto; el cuerpo trasciende la esfera de lo material a través de dichos aspectos, los cuales llegan a constituirse como las principales formas de cohesión psicológica y social humanas.
También analizó, desde un punto de vista evolucionista, los cambios que puede sufrir la sociedad a partir del comportamiento y conductas humanas; confrontó las dimensiones pasional e intuitiva del ser humano con la lucha de contrarios que subyacen a la vida de este (orden-conflicto, estabilidad-cambio, bien-mal...), apareciendo la comunicación como un fenómeno fundamental de la evolución.
Con su trabajo, Bateson logró conjugar la neurolingüística con la psicología del lenguaje, o psicolingüística, para construir un nuevo modelo experimental y buscar una meta común: formular una teoría sistémica de la comunicación y, con base en ella, fijar las bases para la creación de una clínica sistémica. Dicha teoría se basaba en la concepción de que las personas, gracias a su facultad de lenguaje, llegan a crear realidades de significado: por medio de interacciones, significados, conductas y creencias se construyen tales realidades, las cuales llegan a suponer el bienestar o el malestar del sujeto según estén configurados sus elementos. Desde esta perspectiva, en lugar de preguntarse por el pasado de la persona para justificar su comportamiento presente, se pregunta por cómo está constituido su contexto interpersonal actual para que su conducta tenga sentido o sea coherente con la situación. Por otra parte, el concepto de sistema implica un predominio del todo sobre las partes, es decir, de las relaciones interpersonales sobre el individuo. Un sistema se considera complejo cuando en él operan una gran cantidad de variables difícilmente predecibles. De acuerdo con lo anterior, un sistema define, con cierto orden, la respuesta a determinadas situaciones, teniendo en cuenta todos los elementos implícitos en ella y su carácter aleatorio, de la misma manera en que funcionan las relaciones interpersonales.
Bateson afirmaba que el concepto de comunicación incluía todos los procesos a través de los cuales una persona influía en otra u otras, lo que quiere decir que para él la comunicación, y no otra cosa, era lo que hacía posible las relaciones humanas; en ese sentido los medios de comunicación se convierten en una instancia determinante para la estructura social que vale la pena ser analizada y repensada con el objetivo de eliminar el doble vínculo que en ella se presenta esporádicamente, por ejemplo, en la televisión se ve constantemente dicho fenómeno: en un programa o canal se pregona un valor moral y en el otro se está violando, lo que genera conflictos en la mente del televidente, sobre todo si son niños o personas con un bajo sentido crítico.
Otro aspecto importante en la teoría de la comunicación de Bateson es que él consideraba que la comunicación está, como ya se ha mencionado antes, directamente determinada por el contexto, puesto que es este el que supone el carácter intencional de la información dada por el locutor y permite su correcta decodificación por parte del interlocutor. Por otra parte, consideraba que los procesos comunicativos son producto de la evolución y, al mismo tiempo, cumplen con leyes evolutivas en las que juega un papel definitivo la realimentación continua entre locutor e interlocutor.

## Epigramas acuñados por o referidos a Bateson
- La ciencia nunca prueba nada.
- El mapa no es el territorio y el nombre no es la cosa nombrada. (Acuñado por Alfred Korzybski).
- No hay experiencia objetiva; toda experiencia es subjetiva.
- Los procesos de formación de imágenes son inconscientes.
- La división del universo percibido en partes y totalidades es conveniente y puede ser necesaria, pero ninguna necesidad determina de qué modo debe practicársela.
- Las secuencias divergentes son impredecibles.
- Las secuencias convergentes son predecibles.
- Nada puede provenir de la nada. (este epigrama no fue acuñado por Bateson sino que es uno de los principios de la filosofía ontológica, puede ser verificado en cualquier manual de introducción a la filosofía y atribuido generalmente a Parménides).
- Número es diferente a cantidad.
- La cantidad no determina la pauta.
- No hay valores monótonos en biología.
- A veces lo pequeño es hermoso.
- La lógica es un modelo deficiente de causa y efecto.
- La causalidad no opera hacia atrás.
- El lenguaje comúnmente acentúa solo un lado de cualquier interacción.
- Las palabras "estabilidad" y "cambio" describen una parte de nuestras descripciones.
- Bateson define información como "una diferencia que hace una diferencia".

## Términos utilizados por Bateson
- Abducción. Utilizado por Bateson (creado por Charles Sanders Peirce) para referirse a una tercera metodología científica (junto con la inducción y la deducción) que era central para su propuesta holística y cualitativa. Se refiere a un método de comparación de patrones de relación y su simetría o asimetría (como en, por ejemplo, anatomía comparativa), especialmente en sistema orgánicos (o mentales) complejos.

- Creatura y Pléroma. Tomado de Carl Jung, quien aplicó estos términos gnósticos en su obra "Los siete sermones para la muerte". Como el término hindú maya, la idea básica capturada en esta distinción es que el significado y la organización son proyectados al mundo. Pleroma se refiere al mundo no viviente que es indiferenciado por la subjetividad; Creatura para el mundo viviente, sujeto a diferencia perceptual, distinción e información.

- El Doble Vínculo. Postula que la patología de la esquizofrenia surge en el contexto de los patrones de relación recurrentes a través de los cuales se desempeña el sujeto y está particularmente ligada a trastornos o incongruencias entre los niveles lógicos de la comunicación. Se refiere a una paradoja comunicativa descrita, primero, en familias con un miembro esquizofrénico. El doble vínculo completo requiere algunas condiciones para ser encontrado:

a) La víctima del doble vínculo recibe órdenes contradictorias o mensajes emocionales en diferentes niveles de comunicación (por ejemplo, el amor es expresado por medio de palabras y el odio o desprecio por medio de comportamientos no verbales; o un niño es alentado a hablar libremente, pero es criticado o silenciado siempre que lo hace).
b) La metacomunicación es imposible, por ejemplo, preguntar cuál de los dos mensajes es válido o describir la comunicación como algo sin sentido (ver metálogo).
c) La víctima no puede dejar el campo de comunicación.
d) Fallar al cumplimiento de las órdenes contradictorias es castigado, por ejemplo, quitándole el amor.
El doble vínculo fue presentado, originalmente (probablemente bajo la principal influencia de los compañeros de trabajo de Bateson), como una explicación de parte de la etiología de la esquizofrenia; hoy este es más importante como un ejemplo de la propuesta de Bateson para las complejidades de la comunicación.
- Metálogo, término que Bateson, quien leía nuestro idioma, toma a don Miguel de Unamuno, pero en vez de aplicarlo a las obras de ficción, donde Unamuno había introducido con el metálogo una renovación del estilo, Bateson lo aplicó a los textos educativos.

## Publicaciones
- Bateson, Gregory (1936). Naven. Stanford University Press.

- Bateson, G., Mead, M. (1942). Balinese Character: A Photographic Analysis. New York Academy of Sciences. ISBN 0-89072-780-5.

- Bateson, Gregory (1944). An Analysis of the Film "Hitlerjunge Quex" (1933). New York?. OCLC 41057404.

- Bateson, Gregory; Ruesch, Jurgen (1951). Comunicación: la matriz social de la psiquiatría. Norton and Company.

- Bateson, G. (1958 (1936)). Naven: A Survey of the Problems suggested by a Composite Picture of the Culture of a New Guinea Tribe drawn from Three Points of View. Stanford University Press. ISBN 0-8047-0520-8.

- Bateson, Gregory (1972). Pasos hacia una ecología de la mente: colección de ensayos en antropología, psiquiatría, evolución y epistemología. Ballantine Books.

- Bateson, Gregory (1979). Espíritu y naturaleza: una unidad necesaria (avances en teoría de sistemas, complejidad y ciencias humanas). Bantam Books.

- Bateson, Gregory (1987). El temor de los ángeles: epistemología de los sagrado. Bantam Books.

- (publicados póstumamente), Bateson, G., Bateson, MC (1988). Angels Fear: Towards an Epistemology of the Sacred. University of Chicago Press. ISBN 978-0-553-34581-0. (en castellano) Bateson, Gregory (1991). Una unidad sagrada: nuevos pasos hacia una ecología de la mente. Harper Collins Pub.

- Bateson, G. (2000 reimpr. 1ª publicac. 1972). Steps to an Ecology of Mind: Collected Essays in Anthropology, Psychiatry, Evolution, and Epistemology. Chicago, Illinois: University of Chicago Press. ISBN 0-226-03905-6. Consultado el 19 de marzo de 2013.

- Bateson, Gregory (2004). Espíritu y naturaleza. Amorrortu editores.

- Ruesch, J., Bateson, G. (2009 reimpr. 1ª publicac. 1951). Communication: The Social Matrix of Psychiatry. W.W. Norton & Company. ISBN 978-1-4128-0614-5. Consultado el 19 de marzo de 2013.

Artículos, selección
- 1956, Bateson, The message 'this is play.' In B. Schaffner (ed.) Group processes: Trans. of the second conference (pp. 145–242) New York: Josiah Macy, Jr. Foundation

- 1956,  Bateson, G., Jackson, D. D., Jay Haley & Weakland, J., "Toward a Theory of Schizophrenia",  Behavioral Science, vol. 1, 251–264. (reimpreso en Steps to an Ecology of Mind)

- Bateson, G. & Jackson, D. (1964). «Some varieties of pathogenic organization. In Disorders of Communication». Research Publications (Association for Research in Nervous and Mental Disease) 42: 270-283.

- 1978, Malcolm, J., "The One-Way Mirror" (reimpreso en la colección "The Purloined Clinic"). Ostensiblemente sobre el terapista familiar Salvador Minuchin, ensayo que disgrega por varias páginas en una meditación sobre el papel de Bateson en el origen de la terapia de familia, su pedigrí intelectual, y el impasse alcanzado con Jay Haley